# Apple Magic Mouse
Die Apple Magic Mouse ist eine optische, kabellose Maus von Apple. Sie wurde am 20. Oktober 2009 der Öffentlichkeit vorgestellt und ist der direkte Nachfolger der Wireless Apple Mighty Mouse. Sie kann als Ein- oder Zwei-Tasten-Maus betrieben werden. Eine dritte Maustaste, wie noch bei der Mighty Mouse, entfällt. Apple wirbt mit der besonderen Multi-Touch-Oberfläche der Maus, welche die Nutzung von Gesten ermöglicht. 
Seit dem 13. Oktober 2015 ist das Nachfolgemodell Magic Mouse 2 verfügbar.

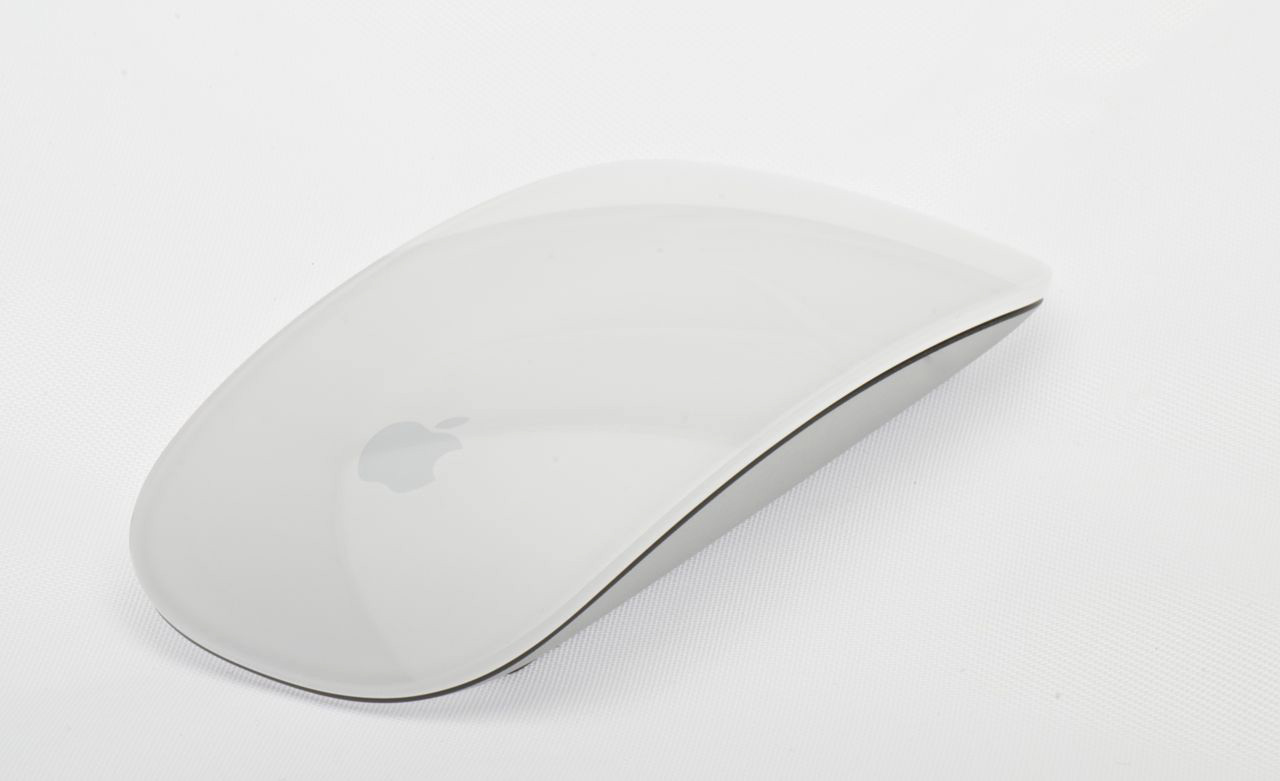
Multi-Touch-Oberfläche der Maus

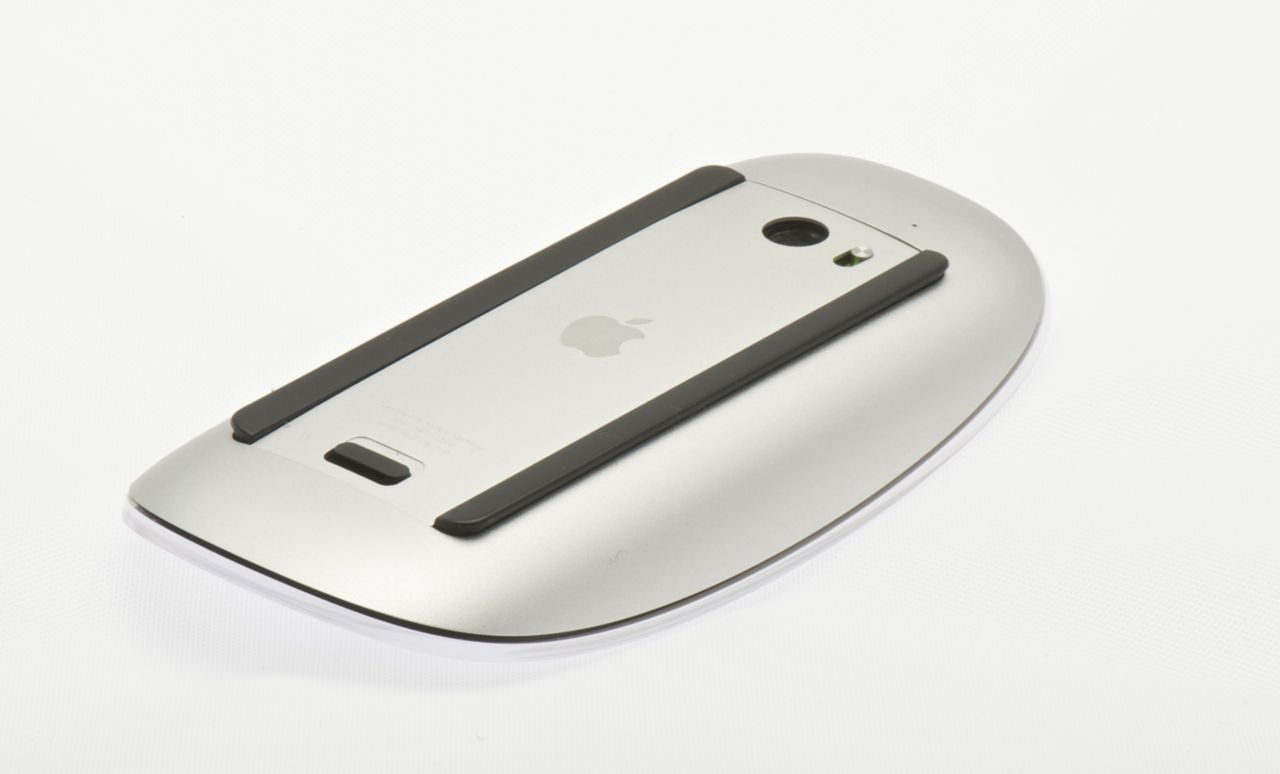
Unterseite der Maus der ersten Generation mit Batteriefach

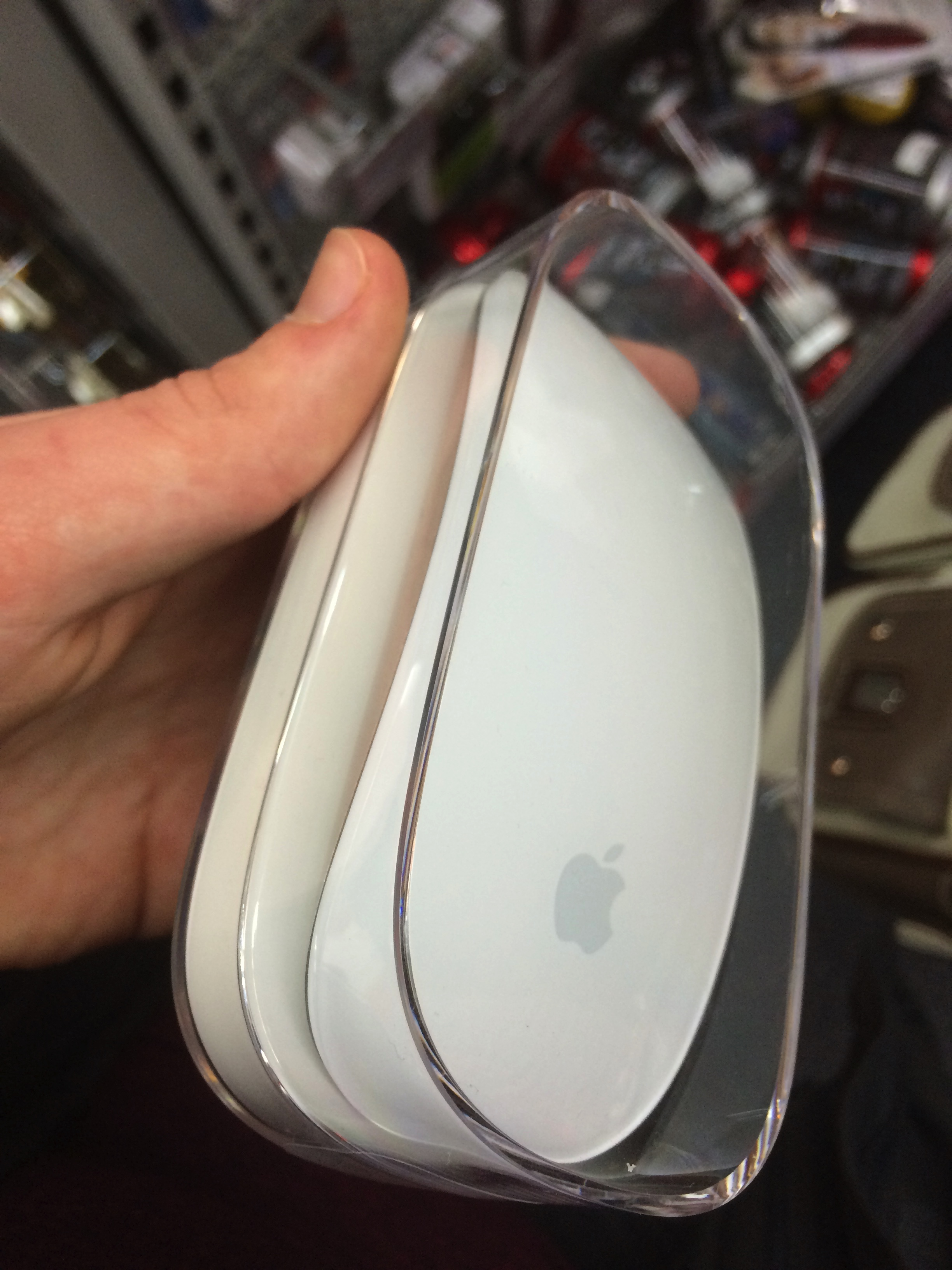
Die Magic Mouse in ihrer Originalverpackung

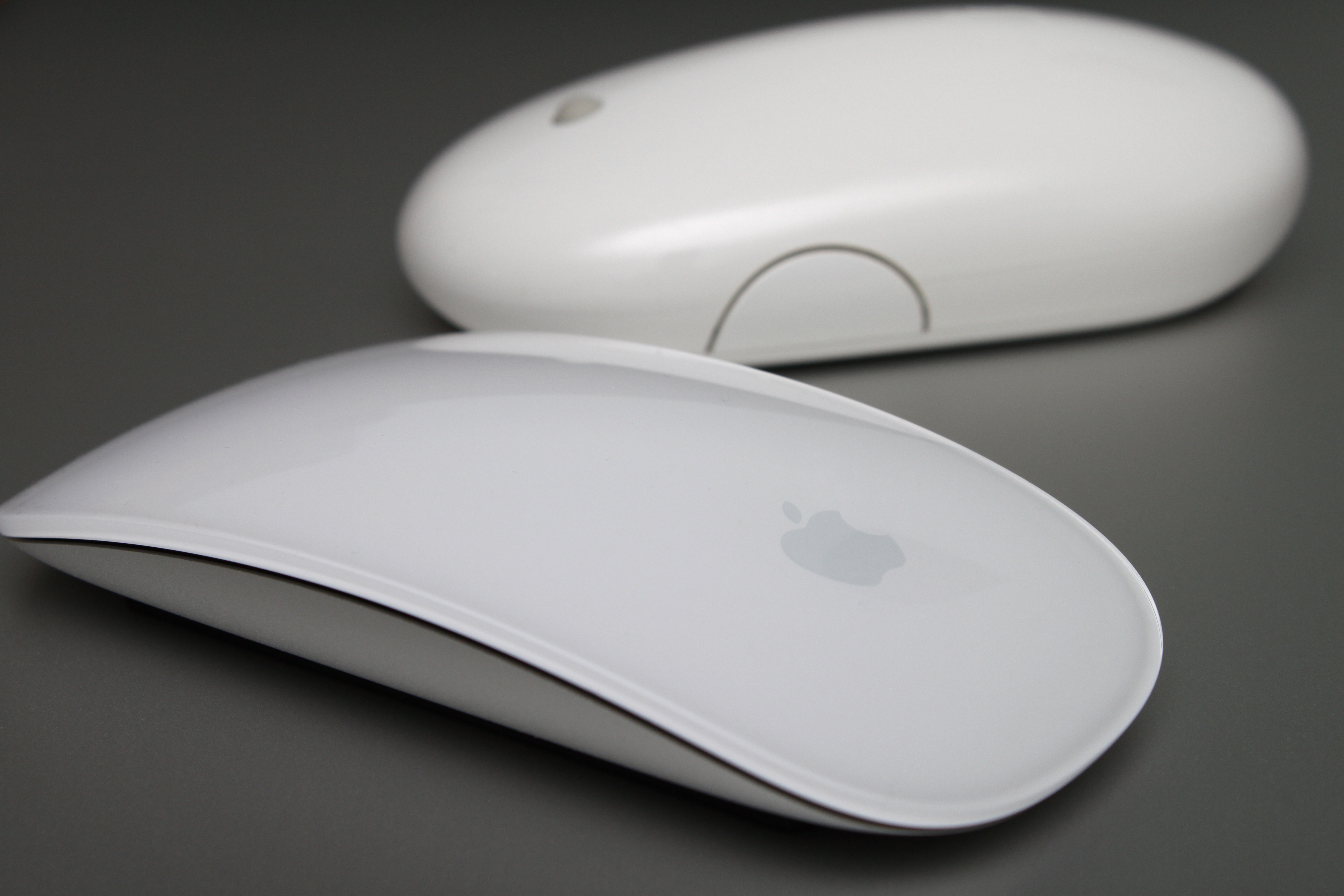
Magic Mouse im Vergleich zur Mighty Mouse (hinten)

## Funktionen
Die Magic Mouse hat eine Multi-Touch-Oberfläche, welche in ihrer Funktionsweise dem Trackpad der MacBook-Reihe oder dem Bildschirm des iPhone und iPod touch ähnlich ist. Durch Auf/Abwärts-Bewegungen sowie durch horizontale Bewegungen mit dem Finger scrollt der Benutzer. Ebenfalls möglich sind 360 Grad-Drehungen (wie beim Vorgänger, der Mighty Mouse). Mit zwei Fingern kann man nach rechts oder links wischen, und dadurch weitere Aktionen ausführen. In Browsern (Safari) wird dadurch z. B. die vorherige oder nächste besuchte Seite aufgerufen. Durch die Multi-Touch-Oberfläche erkennt die Maus, ob man scrollt, einen Links- oder Rechtsklick macht oder seine Hand nur auf der Maus ablegt. Die kabellose Verbindung zum Computer erfolgt über Bluetooth. Die Magic Mouse nutzt eine Laser-Tracking-Engine, die auf verschiedenen Oberflächen auch ohne Mauspad reagiert. Sie kann bis zu einer Entfernung von 10 Metern genutzt werden. Sollte sie temporär nicht verwendet werden, lässt sie sich ausschalten. Wird sie nicht verwendet und auch nicht abgeschaltet, schaltet sich die Maus automatisch aus.

### Magic Mouse
Die Magic Mouse wird mit zwei AA-Batterien betrieben, kann aber nicht, im Gegensatz zu der Mighty Mouse, mit nur einer Zelle betrieben werden.

### Magic Mouse 2
Im Oktober 2015 veröffentlichte Apple das Nachfolgermodell, die Magic Mouse 2. Diese unterscheidet sich von ihrem Vorgänger im Wesentlichen darin, dass sie leichter ist und statt mit austauschbaren Batterien mit einem nicht austauschbaren Akku betrieben wird. Dieser wird über eine Lightning-Schnittstelle an der Unterseite der Maus aufgeladen. Die Funktionen der Magic Mouse blieben ansonsten weitgehend unverändert. Seit Herbst 2024 ist die Magic Mouse 2 mit einem USB-C Anschluss erhältlich. 
Die Positionierung der Lightning-Schnittstelle an der Unterseite führte nach der Markteinführung zu einer ungewöhnlich stark ausgeprägten Kritik am Produktdesign von Apple. Die Nutzer bemängelten, dass die Maus sicherlich schön aussehe, man aber bei einem leeren Akku nicht, wie sonst bei Mäusen mit Akku üblich, durch Einstecken des Ladekabels weiterarbeiten könne.

## Namensgebung
Die Apple Magic Mouse ist der Nachfolger der Wireless Mighty Mouse. Die Namensänderung beruht auf einem Markenrechtsstreit. Ursprünglich bestand ein Kompromiss mit dem Fernsehsender CBS, der die Namensrechte an einer gleichnamigen Comicfigur hält, dass das Apple-Produkt trotzdem so heißen dürfe. 2009 stellte sich in einem Streit mit der Firma Man & Machine heraus, dass diese bereits ein Jahr, bevor Apple die Mighty Mouse veröffentlichte, eine abwaschbare Maus unter dem gleichen Namen veröffentlichte. Somit wurde der Nachfolger Magic Mouse genannt.

## Systemvoraussetzungen
- Bluetooth-Kompatibilität
- Mac OS X 10.5.8 (oder neuer) mit Wireless Mouse Software Update 1.0 (Ab Mac OS X 10.6.2 wird die Magic Mouse direkt unterstützt).
- iOS/iPadOS 13
- Mit speziellen Treibern auch unter Windows XP/Vista/7 nutzbar
- experimentelle Linux-Unterstützung (nicht von Apple)

## Vergleichbare Mäuse
Seit 2011 gibt es vergleichbare Geräte speziell für Windows-basierende Computer von Microsoft (Touch Mouse) und Logitech.